# Glorior Belli
Glorior Belli es una banda de black metal creada en París, Francia. Lo que comenzó como un dúo pronto se convirtió en una banda mucho más amplia con más músicos.

## Historia
Su primera demo "Evil Archaic Order" fue lanzada en junio de 2004. Tras dicha demo, un año después, en 2005, se lanzó su primer álbum "Ô Laudate Dominvs, y justo en 2007, dos años después, se lanzó su segundo álbum llamado "Manifesting the Raging Beast", de nuevo tras dos años, en 2009, se lanzó su tercer álbum llamado "Meet Us at the Southern Sign", y por último, ya en 2011, se trabajó y se lanzó en el que es hasta ahora el último álbum, "The Great Southern Darkness".
A lo largo del lanzamiento de los cuatro álbumes de estudio, la banda ha ido evolucionado hasta convertirse en una entidad musical más sofisticada, avanzando en el género del black metal. Con una mezcla de blues, groove, lirismo del doom, rock progresivo retro y un poco distorsión, la banda ha reafirmado los principios diabólicos del black metal evitando al mismo tiempo la mayoría de los que aturden la mente. Las letras y temas utilizados en los últimos años revelan una inclinación hacia el rebelde y desarrollado sentido de la poesía. En abril de 2011 Glorior Belli firmó un acuerdo mundial con la discográfica estadounidense Metal Blade Records en anticipación de su último álbum The Great Southern Darkness, que se publicó el 26 de septiembre de 2011.

## Miembros
- Julien - Vocalista, guitarrista (2002-presente)
- Quentin – Guitarrista (2012-presente)
- Søren – Bajista (2012-presente)
- Jacques - Batería (2012-presente)

### Miembros antiguos
- Antares - Batería (2002-2009)
- Nefastvs - Guitarrista (2004-2006)
- Dispater - Bajista (2005-2007)
- M:A Fog - Batería (2006-2008)
- Alastor - Guitarrista (2007-2010)
- Gionata Potenti - Batería (2010)
- Hervé - Guitarrista (2010-2011)
- Florian - Bajista (2011-2012)
- Julien Granger - Batería (2012)
- Remy C - Guitarrista (2012)

## Discografía

### Álbumes de estudio
- 2005: Ô Laudate Dominvs
- 2007: Manifesting the Raging Beast
- 2009: Meet Us at the Southern Sign
- 2011: The Great Southern Darkness

### Split
- 2011: Rites of Spiritual Death - Glorior Belli ft. Creeping

### Demos
- 2003: Evil Archaic Order